# Heraclia butleri
Heraclia butleri là một loài bướm đêm trong họ Noctuidae.